# 伊什基夫
49°24′21″N 25°20′59″E / 49.40583°N 25.34972°E
伊什基夫（羅馬化：Ishkiv）是烏克蘭的村落，位於該國西部捷爾諾波爾州，由捷尔诺波尔区負責管轄，始建於1785年，面積0.17平方公里，人口150，人口密度每平方公里2,575.8人。